# Bondurant (Wyoming)
Bondurant is een plaats (census-designated place) in de Amerikaanse staat Wyoming, en valt bestuurlijk gezien onder Sublette County.

## Demografie
Bij de volkstelling in 2000 werd het aantal inwoners vastgesteld op 155.

## Geografie
Volgens het United States Census Bureau beslaat de plaats een oppervlakte van
204,5 km², geheel bestaande uit land. Bondurant ligt op ongeveer 2015 m boven zeeniveau.

## Plaatsen in de nabije omgeving
De onderstaande figuur toont nabijgelegen plaatsen in een straal van 52 km rond Bondurant.